# Pål Lydersen
Pål Lydersen (ur. 10 września 1965) – norweski piłkarz, 20-krotny reprezentant kraju, były zawodnik Startu, Arsenalu czy Sturmu Graz.
Przygodę z futbolem rozpoczynał w Starcie. W jego barwach debiutował w norweskiej Tippeligaen. W 1991 roku został uhonorowany Nagrodą Kniksena w kategorii: najlepszy ligowy obrońca. Po zdobyciu tego tytułu odszedł do angielskiego Arsenalu, gdzie rozegrał 16 spotkań w ciągu dwóch lat. Był rezerwowym, kiedy klub sięgał po Puchar Anglii, Puchar Ligi Angielskiej oraz Puchar Zdobywców Pucharów. W 1994 roku opuścił Wyspy Brytyjskie w niesławie, ponieważ na jaw wyszedł fakt, że szkocki trener klubu, George Graham przyjął na boku sporą gratyfikację pieniężną od jego agenta, Rune Hauge, za samo zatrudnienie jego podopiecznego.
Po epizodzie w Anglii wrócił do rodzimego klubu. Później grał także w Austrii, dla Sturmu Graz, ponownie reprezentował barwy Startu, potem występował w Molde FK. Karierę zakończył w 1999 roku. Na swoim koncie ma 20 występów i jedną bramkę dla reprezentacji Norwegii.